# Mamma Mia: Here We Go Again!
Mamma Mia! Here We Go Again – brytyjsko-amerykańsko-japoński film muzyczny z 2018 roku w reżyserii Ola Parkera. Kontynuacja ekranizacji musicalu Mamma Mia! (2008).
Podobnie jak pierwsza część, fabuła filmu opiera się na piosenkach szwedzkiego zespołu muzycznego ABBA.

## Opis fabuły
Sophie przygotowuje się do uroczystego otwarcia hotelu na greckiej wyspie Kalokairi ku czci swojej matki Donny, która zmarła rok wcześniej. W trakcie przygotowań wspomina historię młodości matki i okoliczności jej poznania z Samem, Harrym i Billem, spośród których jeden z nich jest ojcem Sophie. Po otwarciu hotelu Sophie dowiaduje się, że jest w ciąży. Na otwarcie przybywa niezaproszona babcia dziewczyny, Ruby.

## Obsada
| Aktor/aktorka       | Postać                              |
| ------------------- | ----------------------------------- |
| Amanda Seyfried     | Sophie Sheridan-Rymand              |
| Meryl Streep        | Donna Sheridan-Carmichael           |
| Lily James          | młoda Donna Sheridan                |
| Christine Baranski  | Tanya Chesham-Leigh                 |
| Jessica Keenan Wynn | młoda Tanya Chesham                 |
| Julie Walters       | Rosie Mulligan                      |
| Alexa Davies        | młoda Rosie Mulligan                |
| Pierce Brosnan      | Sam Carmichael                      |
| Jeremy Irvine       | młody Sam Carmichael                |
| Colin Firth         | Harry Bright                        |
| Hugh Skinner        | młody Harry Bright                  |
| Stellan Skarsgård   | Bill Anderson                       |
| Josh Dylan          | młody Bill Anderson                 |
| Dominic Cooper      | Skyler „Sky” Zachary Rymand         |
| Andy García         | Fernando Cienfuegos                 |
| Cher                | Ruby Sheridan                       |
| Omid Djalili        | grecki celnik                       |
| Celia Imrie         | zastępca kanclerza                  |
| Maria Vacratsis     | Sofia                               |
| Panos Mouzurakis    | Lazaros                             |
| Gerard Monaco       | Alexio                              |
| Anna Antoniades     | Apollonia                           |
| Björn Ulvaeus       | profesor Uniwersytetu Oksfordzkiego |
| Benny Andersson     | pianista                            |
| Jonathan Goldsmith  | Rafael Cienfuegos                   |

## Produkcja
W filmie zagrali aktorzy znani z pierwszej części, w tym Amanda Seyfried, Dominic Cooper, Colin Firth, Pierce Brosnan i Meryl Streep. W obsadzie pojawiły się również nowe nazwiska, w tym Cher, która wcześniej odrzuciła propozycję zagrania jednej z ról w filmie z 2008.
Film nakręcono na chorwackiej wyspie Vis (żupania splicko-dalmatyńska).
W grudniu 2017 zaprezentowano oficjalny zwiastun filmu, a w styczniu 2018 – dwa kolejne.

## Piosenki
Oficjalny album ze ścieżką dźwiękową do filmu został wydany cyfrowo 13 czerwca 2018 pod szyldem wytwórni Polydor Records:
1. „When I Kissed the Teacher” – młoda Donna i Dynamos
2. „I Wonder (Departure)” – młoda Donna
3. „One of Us” – Sophie i Sky
4. „Waterloo” – młodzi Harry i Donna
5. „Why Did It Have to Be Me?” – młodzi Bill, Donna i Harry
6. „I Have a Dream” – młoda Donna
7. „Kisses of Fire” – Lazaros, młode Tanya i Rosie
8. „Andante, Andante” – młoda Donna
9. „The Name of the Game” – młoda Donna
10. „Knowing Me, Knowing You” – młodzi Sam i Donna, Sam i Sophie
11. „Mamma Mia” – młoda Donna i Dynamos
12. „Angel Eyes” – Sophie, Rosie, Tanya
13. „Dancing Queen” – Sophie, Rosie, Tanya, Sam, Bill i Harry
14. „I’ve Been Waiting For You” – Sophie, Rosie, Tanya
15. „Fernando” – Ruby Sheridan i Fernando Cienfuegos
16. „My Love, My Life” – Sophie, młoda Donna, Donna
17. „Super Trouper” – Ruby, Donna, Rosie, Tanya, Sophie, Sky, Sam, Bill, Harry wraz z młodymi odpowiednikami, a także Fernando
18. „The Day Before You Came” – Donna

Piosenki, które nie znalazły się na oficjalnej ścieżce dźwiękowej, ale zostały wspomniane przez twórców jako te, które miały pojawić się w filmie:
1. „As Good As New”
2. „If It Wasn’t for the Nights”
3. „On and On and On”
4. „Head over Heels”
5. „Like an Angel Passing Through My Room”
6. „Summer Night City”
7. „The Way Old Friends Do”

W Polsce soundtrack uzyskał status złotej płyty.